# Noord-Ubangi
Noord-Ubangi is een provincie in het noordwesten van de Democratische Republiek Congo. Het gebied heeft een oppervlakte van bijna 57.000 vierkante kilometer en telde in december 2005 naar schatting anderhalf miljoen inwoners. Het district ontleent haar naam aan de Ubangi-rivier die erdoorheen loopt. De hoofdstad van Noord-Ubangi is Gbadolite.

## Geschiedenis
In 1912 was Ubangi een van de 22 districten van Belgisch-Kongo. In 1933 maakte het gebied deel uit van de Evenaarsprovincie. Na de onafhankelijkheid werd Ubangi een aparte provincie. Op 1 juli 1966 werd het grondgebied gereorganiseerd. Ubangi ging daarbij terug op in de vergrote Evenaarsprovincie.
De constitutie van 2005 regelde een nieuwe indeling van Congo in 26 provincies. Daarmee werd de oude Evenaarsprovincie opgedeeld in vijf provincies, waaronder Noord- en Zuid-Ubangi en de oorspronkelijke Evenaarsprovincie. De beoogde ingangsdatum was februari 2009, een datum die ruim werd overschreden. De herindeling ging uiteindelijk pas in juni 2015 in.

## Grenzen
De provincie Noord-Ubangi grenst aan een buurland van Congo-Kinshasa:
- Vijf prefecturen van de Centraal-Afrikaanse Republiek in het noorden (van west naar oost):
  - Ombella-M'Poko
  - Kémo
  - Ouaka
  - Basse-Kotto
  - Mbomou.

De provincie grenst verder aan drie andere provincies van de Democratische Republiek Congo:
- Bas-Uele in het oosten
- Mongala in het zuiden
- Zuid-Ubangi in het westen.

* = een stadsprovincie